# Enòmau de Gàdara
Enòmau (grec antic: Οἰνόμαος; llatí: Oenomaus) va ser un filòsof cínic grec natural de Gàdara que vivia en temps de l'emperador Hadrià o una mica després.
Va ser un dels filòsofs de l'escola cínica pels quals no era tan important la doctrina com la forma lliure i sense restriccions de viure la vida. Els seus sarcasmes i ironies sobre antigues creences cíniques van fer pensar, sense raó, que potser hauria estat d'una altra escola filosòfica.
La seva obra principal va ser Κατα τῶν χρηστηρίων, o Γοήτων Φωρά, 'Sobre els oracles' (en llatí: 'Detectio Praestigiatorum', de la qual Eusebi de Cesarea en va conservar alguns fragments, i diu que Enòmau es va veure forçat a escriure-la quan va ser enganyat per un oracle.
La Suda esmenta les seves altres obres:
- Περὶ Κυνισμοῦ, Πολιτεία, 'Sobre el cinisme'
- Περὶ τῆς καθ̓ Ὅμηρον Φιλοσοφίας, 'Sobre la filosofia d'Homer'
- Περὶ Κράτητος καὶ Διορένους καὶ τω̂ν λοιπῶν, 'Sobre Crates, Diògenes i el que en resta'[1]